# Duccio
Duccio di Buoninsegna (født ca. 1255 i Siena, død 1319) var en italiensk maler.
Duccio var grundlæggeren af Sienaskolen. Han skylder dels den store Maesta sin berømmelse, dels en altertavle bestilt til Sienas domkirke. 
Den førtes i 1311 under klokkeklang og mængdens jubelråb til domkirken; 1506 fjernedes den rige forgyldte indfatning og gemtes til det i 18. århundrede i to dele i to kapeller i tværskibet; 1878 samledes det meste i Sienas museum, Opera del duomo. Forsiden  fremstiller den tronende Madonna med barnet omgivet af engle og helgener. Med bevarelse af den byzantinske kunsts miniaturagtige teknik, med de traditionelle kompositioner og typer har Duccio forenet fin harmonisk farvegivning og en ejendommelig mild ynde i figurernes bevægelser og udtryk, der danner grundlaget for den sieneaskolen, som holdt sig upåvirket af fremmed kunst langt ind i 15. århundrede båret af mestre som Simone Martini, Pietro og Ambrogio Lorenzetti. Et par mindre Madonna-billeder i Perugias og Sienas Akademier og mange andre tilskrives Duccio (nu også den berømte Rucellai Madonna Santa Maria Novella, der tidligere blev tillagt Giovanni Cimabue). I Glyptoteket i København ses en "Madonna med Barnet" af Duccio di Buoninsegnas skole.